# Чеська екстраліга
Чеська екстраліга (чеськ. Extraliga ledního hokeje) — найвищий дивізіон чемпіонату Чехії з хокею із шайбою, організований Чеською хокейною асоціацією.

## Історія
Ліга заснована в 1993 після розпаду Чехословаччини та припинення існування Чехословацької хокейної ліги. У першому сезоні перемогу здобув хокейний клуб «Оломоуць».
У сезонах 1995/99 років в лізі домінував клуб із Всетіна. У 2000-х цю гегемонію перервали празькі команди Спарта і Славія.
З 2009 по 2016 чемпіонами стають різні клуби але двічі золото здобула лише команда з Пардубиць. 
У 2017 та 2018 роках двічі поспіль чемпіонати виграла Комета з Брно, яка домінувала в чехословацькому хокеї в 50-60-х роках минулого століття.
Чемпіонат 2019/20 років не був дограний через пандемію COVID-19, переможець регулярного чемпіонату «Білі Тигржи» (Ліберець), цей же клуб чотири рази поспіль виграв чемпіонат Чехії з 2021 по 2024 роки.
Сезон 2024–25 став останнім в ігровій кар'єрі 52-річного хокеїста Яромира Ягра, яка тривала 37 років.
Три клуби чеської екстраліги беруть участь в Лізі чемпіонів з хокею.

## Назви
Зазвичай ліга має назву Екстраліга але найчастіше до неї додається титульна назва спонсору чемпіонату.
- 1999–2000 – Staropramen Екстраліга
- 2001–2002 – Český Telecom Екстраліга
- 2003–2006 – Tipsport Екстраліга
- 2007–2010 – O2 Екстраліга
- 2010–до сьогодні – Tipsport Екстраліга

## Формат
На першому етапі 14 клубів виявляють десять команд які на стадії плей-оф визначають чемпіона Чехії. Причому стадія плей-оф складається з двох етапів: попереднього на якому грають команди, що посіли місця з 7-го по 10-е і основна стадія плей-оф на якій найкраща шістка плюс дві найкращі команди з попереднього етапу власне і розігрують звання чемпіона.

## Чемпіон та призери
| Рік  | Переможець             | 2-е місце                                 | 3-є місце                                 |
| ---- | ---------------------- | ----------------------------------------- | ----------------------------------------- |
| 1994 | Оломоуць               | Пардубице                                 | Poldi SONP Kladno                         |
| 1995 | Дадак (Всетін)         | Злін                                      | Чеське Будейовіце                         |
| 1996 | Петра (Всетін)         | Літвінов                                  | Спарта (Прага)                            |
| 1997 | Петра (Всетін)         | Вітковіце                                 | Спарта (Прага)                            |
| 1998 | Словнафт (Всетін)      | Тржинець                                  | Вітковіце                                 |
| 1999 | Словнафт (Всетін)      | Злін                                      | Тржинець                                  |
| 2000 | Спарта (Прага)         | Словнафт (Всетін)                         | Кераміка (Пльзень)                        |
| 2001 | Всетін                 | Спарта (Прага)                            | Вітковіце                                 |
| 2002 | Спарта (Прага)         | Вітковіце                                 | Злін                                      |
| 2003 | Славія (Прага)         | Пардубице                                 | Спарта (Прага)                            |
| 2004 | Злін                   | Славія (Прага)                            | Спарта (Прага)                            |
| 2005 | Пардубице              | Злін                                      | Білі Тигржи (Ліберець)                    |
| 2006 | Спарта (Прага)         | Славія (Прага)                            | Зноймо                                    |
| 2007 | Спарта (Прага)         | Пардубице                                 | Білі Тигржи (Ліберець)                    |
| 2008 | Славія (Прага)         | Енергія Карлові Вари                      | Маунтфілд Чеське Будейовіце               |
| 2009 | Енергія Карлові Вари   | Славія (Прага)                            | Спарта (Прага)                            |
| 2010 | Пардубице              | Вітковіце                                 | Славія (Прага)                            |
| 2011 | Оцеларжи (Тржинець)    | Вітковіце                                 | Пардубице                                 |
| 2012 | Пардубице              | Комета                                    | Шкода (Пльзень)                           |
| 2013 | Шкода (Пльзень)        | Злін                                      | Славія (Прага)                            |
| 2014 | Злін                   | Комета                                    | Спарта (Прага)                            |
| 2015 | Верва (Літвінов)       | Оцеларжи (Тржинець)                       | Комета                                    |
| 2016 | Білі Тигржи (Ліберець) | Спарта (Прага)                            | Шкода (Пльзень)                           |
| 2017 | Комета                 | Білі Тигржи (Ліберець)                    | Маунтфілд (Градець-Кралове)               |
| 2018 | Комета                 | Оцеларжи (Тржинець)                       | Шкода (Пльзень)                           |
| 2019 | Оцеларжи (Тржинець)    | Білі Тигржи (Ліберець)                    | Шкода (Пльзень)                           |
| 2020 | Білі Тигржи (Ліберець) | плей-оф скасовано через пандемію COVID-19 | плей-оф скасовано через пандемію COVID-19 |
| 2021 | Оцеларжи (Тржинець)    | Білі Тигржи (Ліберець)                    | Спарта (Прага)                            |
| 2022 | Оцеларжи (Тржинець)    | Спарта (Прага)                            | Чеські Будейовиці                         |
| 2023 | Оцеларжи (Тржинець)    | Маунтфілд (Градець-Кралове)               | Динамо (Пардубиці)                        |
| 2024 | Оцеларжи (Тржинець)    | Пардубиці                                 | Спарта (Прага)                            |
| 2025 | Комета                 | Пардубиці                                 | Спарта (Прага)                            |

## Статистика по клубах
| Клуб                        | Перемог | Друге місце | Третє місце | Переможні роки                     |
| --------------------------- | ------- | ----------- | ----------- | ---------------------------------- |
| Оцеларжи (Тржинець)         | 6       | 2           | 1           | 2011, 2019, 2021, 2022, 2023, 2024 |
| Всетін                      | 6       | 1           | 0           | 1995, 1996, 1997, 1998, 1999, 2001 |
| Спарта (Прага)              | 4       | 3           | 9           | 2000, 2002, 2006, 2007             |
| Пардубице                   | 3       | 5           | 2           | 2005, 2010, 2012                   |
| Комета                      | 3       | 2           | 1           | 2017, 2018, 2025                   |
| Славія (Прага)              | 2       | 3           | 2           | 2003, 2008                         |
| Злін                        | 2       | 4           | 1           | 2004, 2014                         |
| Білі Тигржи (Ліберець)      | 1       | 3           | 2           | 2016                               |
| Енергія Карлові Вари        | 1       | 1           | 0           | 2009                               |
| Верва (Літвінов)            | 1       | 1           | 0           | 2015                               |
| Оломоуць                    | 1       | 0           | 0           | 1994                               |
| Шкода (Пльзень)             | 1       | 0           | 4           | 2013                               |
| Вітковіце                   | 0       | 4           | 2           | -                                  |
| Маунтфілд (Градець-Кралове) | 0       | 1           | 1           | -                                  |
| Чеське Будейовіце           | 0       | 0           | 2           | -                                  |
| Кладно                      | 0       | 0           | 1           | -                                  |
| Зноймо                      | 0       | 0           | 1           | -                                  |